# UEFA Europa League slutspil 2014-15
Slutspillet i UEFA Europa League 2014-15 var slutspillet i UEFA Europa League i sæsonen 2014-15. Kampene påbegyndtes den 19. februar 2015 og sluttede den 27. maj 2012 med finalen på Stadion Narodowy i Warszawa, Polen. I alt 32 klubber deltog i slutspillet i UEFA Europa League 2014-15.
Tiderne indtil den 28. marts 2015 er CET (UTC+01:00), derefter er tiderne CEST (UTC+02:00).

## Runder og lodtrækningsdatoer
Alle lodtrækninger finder sted i UEFA's hovedkvarter i Nyon i Schweiz.
| Runde              | Lodtrækningsdato        | 1. kamp                                    | 2. kamp                                    |
| ------------------ | ----------------------- | ------------------------------------------ | ------------------------------------------ |
| Sekstendelsfinaler | 15. december 2014 13:00 | 19. februar 2015                           | 26. februar 2015                           |
| Ottendedelsfinaler | 27. februar 2015 13:00  | 12. marts 2015                             | 19. marts 2015                             |
| Kvartfinaler       | 20. marts 2015 13:00    | 16. april 2015                             | 23. april 2015                             |
| Semifinaler        | 24. april 2015 12:00    | 7. maj 2015                                | 14. maj 2015                               |
| Finale             | 24. april 2015 12:00    | 27. maj 2015 på Stadion Narodowy, Warszawa | 27. maj 2015 på Stadion Narodowy, Warszawa |

## Kvalificerede hold
| Gruppe | Vinder (seedet i ottendedelsfinalen) | Nummer to (useedet i ottendedelsfinalen) |
| ------ | ------------------------------------ | ---------------------------------------- |
| A      | Borussia Mönchengladbach             | Villarreal                               |
| B      | Club Brugge                          | Torino                                   |
| C      | Beşiktaş                             | Tottenham Hotspur                        |
| D      | Red Bull Salzburg                    | Celtic                                   |
| E      | Dynamo Moskva                        | PSV Eindhoven                            |
| F      | Internazionale                       | Dnipro Dnipropetrovsk                    |
| G      | Feyenoord                            | Sevilla                                  |
| H      | Everton                              | Wolfsburg                                |
| I      | Napoli                               | Young Boys                               |
| J      | Dynamo Kyiv                          | AaB                                      |
| K      | Fiorentina                           | Guingamp                                 |
| L      | Warszawa                             | Trabzonspor                              |

### Rankering af tredjepladser fra UEFA Champions League
| Pos | Hold                  | K | V | U | T | M+ | M- | MF | P | Seeding                        |
| --- | --------------------- | - | - | - | - | -- | -- | -- | - | ------------------------------ |
| 1   | Olympiakos            | 6 | 3 | 0 | 3 | 10 | 13 | −3 | 9 | Seedet i sekstendelsfinalerne  |
| 2   | Sporting CP           | 6 | 2 | 1 | 3 | 12 | 12 | 0  | 7 | Seedet i sekstendelsfinalerne  |
| 3   | Athletic Bilbao       | 6 | 2 | 1 | 3 | 5  | 6  | −1 | 7 | Seedet i sekstendelsfinalerne  |
| 4   | Zenit Skt. Petersborg | 6 | 2 | 1 | 3 | 4  | 6  | −2 | 7 | Seedet i sekstendelsfinalerne  |
| 5   | Anderlecht            | 6 | 1 | 3 | 2 | 8  | 10 | −2 | 6 | Useedet i sekstendelsfinalerne |
| 6   | Ajax                  | 6 | 1 | 2 | 3 | 8  | 10 | −2 | 5 | Useedet i sekstendelsfinalerne |
| 7   | Liverpool             | 6 | 1 | 2 | 3 | 5  | 9  | −4 | 5 | Useedet i sekstendelsfinalerne |
| 8   | Roma                  | 6 | 1 | 2 | 3 | 8  | 14 | −6 | 5 | Useedet i sekstendelsfinalerne |

## Overblik
| Sekstendelsfinaler []    | Sekstendelsfinaler [] | Sekstendelsfinaler [] | Sekstendelsfinaler [] |  |                | Ottendedelsfinaler              | Ottendedelsfinaler | Ottendedelsfinaler | Ottendedelsfinaler |  |  | Kvartfinaler           | Kvartfinaler | Kvartfinaler | Kvartfinaler |  |  | Semifinaler           | Semifinaler           | Semifinaler           | Semifinaler |  |  |
|                          |                       |                       |                       |  |                |                                 |                    |                    |                    |  |  |                        |              |              |              |  |  |                       |                       |                       |             |  |  |
| Wolfsburg                | 2                     | 0                     | 2                     |  |                |                                 |                    |                    |                    |  |  |                        |              |              |              |  |  |                       |                       |                       |             |  |  |
| Sporting CP              | 0                     | 0                     | 0                     |  |                | Wolfsburg                       | 3                  | 2                  | 5                  |  |  |                        |              |              |              |  |  |                       |                       |                       |             |  |  |
| Celtic                   | 3                     | 0                     | 3                     |  | Internazionale | 1                               | 1                  | 2                  |                    |  |  |                        |              |              |              |  |  |                       |                       |                       |             |  |  |
| Internazionale           | 3                     | 1                     | 4                     |  |                |                                 |                    |                    |                    |  |  | Wolfsburg              | 1            | 2            | 3            |  |  |                       |                       |                       |             |  |  |
| Trabzonspor              | 0                     | 0                     | 0                     |  |                |                                 |                    |                    |                    |  |  | Napoli                 | 4            | 2            | 6            |  |  |                       |                       |                       |             |  |  |
| Napoli                   | 4                     | 1                     | 5                     |  |                | Napoli                          | 3                  | 0                  | 3                  |  |  |                        |              |              |              |  |  |                       |                       |                       |             |  |  |
| Anderlecht               | 0                     | 1                     | 1                     |  | Dynamo Moskva  | 1                               | 0                  | 1                  |                    |  |  |                        |              |              |              |  |  |                       |                       |                       |             |  |  |
| Dynamo Moskva            | 0                     | 3                     | 3                     |  |                |                                 |                    |                    |                    |  |  |                        |              |              |              |  |  | Napoli                | 1                     | 0                     | 1           |  |  |
| AaB                      | 1                     | 0                     | 1                     |  |                |                                 |                    |                    |                    |  |  |                        |              |              |              |  |  | Dnipro Dnipropetrovsk | 1                     | 1                     | 2           |  |  |
| Club Brugge              | 3                     | 3                     | 6                     |  |                | Club Brugge                     | 2                  | 3                  | 5                  |  |  |                        |              |              |              |  |  |                       |                       |                       |             |  |  |
| Liverpool                | 1                     | 0                     | 1(4)                  |  | Beşiktaş       | 1                               | 1                  | 2                  |                    |  |  |                        |              |              |              |  |  |                       |                       |                       |             |  |  |
| Beşiktaş (s)             | 0                     | 1                     | 1(5)                  |  |                |                                 |                    |                    |                    |  |  | Club Brugge            | 0            | 0            | 0            |  |  |                       |                       |                       |             |  |  |
| Dnipro Dnipropetrovsk    | 2                     | 2                     | 4                     |  |                |                                 |                    |                    |                    |  |  | Dnipro Dnipropetrovsk  | 0            | 1            | 1            |  |  | Finale                | Finale                | Finale                | Finale      |  |  |
| Olympiakos               | 0                     | 2                     | 2                     |  |                | Dnipro Dnipropetrovsk (efs.; u) | 1                  | 1                  | 2                  |  |  |                        |              |              |              |  |  | Finale                | Finale                | Finale                | Finale      |  |  |
| Ajax                     | 1                     | 3                     | 4                     |  | Ajax           | 0                               | 2                  | 2                  |                    |  |  |                        |              |              |              |  |  |                       |                       |                       |             |  |  |
| Legia Warszawa           | 0                     | 0                     | 0                     |  |                |                                 |                    |                    |                    |  |  |                        |              |              |              |  |  | Dnipro Dnipropetrovsk | Dnipro Dnipropetrovsk | Dnipro Dnipropetrovsk | 2           |  |  |
| Villarreal               | 2                     | 3                     | 5                     |  |                |                                 |                    |                    |                    |  |  |                        |              |              |              |  |  | Sevilla               | Sevilla               | Sevilla               | 3           |  |  |
| Red Bull Salzburg        | 1                     | 1                     | 2                     |  |                | Villarreal                      | 1                  | 1                  | 2                  |  |  |                        |              |              |              |  |  |                       |                       |                       |             |  |  |
| Sevilla                  | 1                     | 3                     | 4                     |  | Sevilla        | 3                               | 2                  | 5                  |                    |  |  |                        |              |              |              |  |  |                       |                       |                       |             |  |  |
| Borussia Mönchengladbach | 0                     | 2                     | 2                     |  |                |                                 |                    |                    |                    |  |  | Sevilla                | 2            | 2            | 4            |  |  |                       |                       |                       |             |  |  |
| PSV Eindhoven            | 0                     | 0                     | 0                     |  |                |                                 |                    |                    |                    |  |  | Zenit Sankt Petersborg | 1            | 2            | 3            |  |  |                       |                       |                       |             |  |  |
| Zenit Sankt Petersborg   | 1                     | 3                     | 4                     |  |                | Zenit Sankt Petersborg          | 2                  | 0                  | 2                  |  |  |                        |              |              |              |  |  |                       |                       |                       |             |  |  |
| Torino                   | 2                     | 3                     | 5                     |  | Torino         | 0                               | 1                  | 1                  |                    |  |  |                        |              |              |              |  |  |                       |                       |                       |             |  |  |
| Athletic Bilbao          | 2                     | 2                     | 4                     |  |                |                                 |                    |                    |                    |  |  |                        |              |              |              |  |  | Sevilla               | 3                     | 2                     | 5           |  |  |
| Young Boys               | 1                     | 1                     | 2                     |  |                |                                 |                    |                    |                    |  |  |                        |              |              |              |  |  | Fiorentina            | 0                     | 0                     | 0           |  |  |
| Everton                  | 4                     | 3                     | 7                     |  |                | Everton                         | 2                  | 2                  | 4                  |  |  |                        |              |              |              |  |  |                       |                       |                       |             |  |  |
| Guingamp                 | 2                     | 1                     | 3                     |  | Dynamo Kyiv    | 1                               | 5                  | 6                  |                    |  |  |                        |              |              |              |  |  |                       |                       |                       |             |  |  |
| Dynamo Kyiv              | 1                     | 3                     | 4                     |  |                |                                 |                    |                    |                    |  |  | Dynamo Kyiv            | 1            | 0            | 1            |  |  |                       |                       |                       |             |  |  |
| Tottenham Hotspur        | 1                     | 0                     | 1                     |  |                |                                 |                    |                    |                    |  |  | Fiorentina             | 1            | 2            | 3            |  |  |                       |                       |                       |             |  |  |
| Fiorentina               | 1                     | 2                     | 3                     |  |                | Fiorentina                      | 1                  | 3                  | 4                  |  |  |                        |              |              |              |  |  |                       |                       |                       |             |  |  |
| Roma                     | 1                     | 2                     | 3                     |  | Roma           | 1                               | 0                  | 1                  |                    |  |  |                        |              |              |              |  |  |                       |                       |                       |             |  |  |
| Feyenoord                | 1                     | 1                     | 2                     |  |                |                                 |                    |                    |                    |  |  |                        |              |              |              |  |  |                       |                       |                       |             |  |  |

## Sekstendelsfinaler
Lodtrækningen til første runde fandt sted den 15. december 2014. Den første kamp blev spillet den 19. februar og returkampen blev spillet den 26. februar 2015.
| Hold 1                | Samlet      | Hold 2                   | 1. kamp | 2. kamp      |
| --------------------- | ----------- | ------------------------ | ------- | ------------ |
| Young Boys            | 2–7         | Everton                  | 1–4     | 1–3          |
| Torino                | 5–4         | Athletic Bilbao          | 2–2     | 3–2          |
| Sevilla               | 4–2         | Borussia Mönchengladbach | 1–0     | 3–2          |
| Wolfsburg             | 2–0         | Sporting CP              | 2–0     | 0–0          |
| Ajax                  | 4–0         | Legia Warszawa           | 1–0     | 3–0          |
| AaB                   | 1–6         | Club Brugge              | 1–3     | 0–3          |
| Anderlecht            | 1–3         | Dynamo Moskva            | 0–0     | 1–3          |
| Dnipro Dnipropetrovsk | 4–2         | Olympiakos               | 2–0     | 2–2          |
| Trabzonspor           | 0–5         | Napoli                   | 0–4     | 0–1          |
| Guingamp              | 3–4         | Dynamo Kyiv              | 2–1     | 1–3          |
| Villarreal            | 5–2         | Red Bull Salzburg        | 2–1     | 3–1          |
| Roma                  | 3–2         | Feyenoord                | 1–1     | 2–1          |
| PSV Eindhoven         | 0–4         | Zenit Skt. Petersborg    | 0–1     | 0–3          |
| Liverpool             | 1–1 (4–5 s) | Beşiktaş                 | 1–0     | 0–1 (e.f.s.) |
| Tottenham Hotspur     | 1–3         | Fiorentina               | 1–1     | 0–2          |
| Celtic                | 3–4         | Internazionale           | 3–3     | 0–1          |

### Første kamp
| 19. februar 2015 19:00 |

| Young Boys | 1–4     | Everton                              |
| ---------- | ------- | ------------------------------------ |
| Hoarau 10' | Rapport | Lukaku 24', 39', 58' · Coleman 28' · |

| Stade de Suisse, Bern Tilskuere: 20.835 Dommer: Jorge Sousa (Portugal) |

| 19. februar 2015 19:00 |

| Torino         | 2–2     | Athletic Bilbao             |
| -------------- | ------- | --------------------------- |
| López 18', 42' | Rapport | Williams 9' · Gurpegi 73' · |

| Stadio Olimpico, Turin Tilskuere: 25.725 Dommer: Michael Koukoulakis (Grækenland) |

| 19. februar 2015 19:00 |

| Wolfsburg     | 2–0     | Sporting CP |
| ------------- | ------- | ----------- |
| Dost 46', 63' | Rapport |             |

| Volkswagen Arena, Wolfsburg Tilskuere: 19.207 Dommer: Alon Yefet (Israel) |

| 19. februar 2015 19:00 |

| AaB                 | 1–3     | Club Brugge                                      |
| ------------------- | ------- | ------------------------------------------------ |
| Helenius 71' (str.) | Rapport | Oulare 25' · Refaelov 29' · Petersen 61' (sm.) · |

| Nordjyske Arena, Aalborg Tilskuere: 8.102 Dommer: Tom Harald Hagen (Norge) |

| 19. februar 2015 19:00 |

| Dnipro Dnipropetrovsk   | 2–0     | Olympiakos |
| ----------------------- | ------- | ---------- |
| Kankava 50' · Rotan 54' | Rapport |            |

| Olympiske Stadion, Kyiv[A] Tilskuere: 5.837 Dommer: Robert Schörgenhofer (Østrig) |

| 19. februar 2015 19:00 |

| Trabzonspor | 0–4     | Napoli                                                      |
| ----------- | ------- | ----------------------------------------------------------- |
|             | Rapport | Henrique 6' · Higuaín 20' · Gabbiadini 27' · Zapata 90+2' · |

| Hüseyin Avni Aker Stadium, Trabzon Tilskuere: 21.096 Dommer: Vladislav Bezborodov (Rusland) |

| 19. februar 2015 19:00 |

| Roma         | 1–1     | Feyenoord            |
| ------------ | ------- | -------------------- |
| Gervinho 22' | Rapport | Kazim-Richards 55' · |

| Stadio Olimpico, Rom Tilskuere: 29.292 Dommer: Ovidiu Hațegan (Rumænien) |

| 19. februar 2015 19:00 |

| PSV Eindhoven | 0–1     | Zenit Skt. Petersborg |
| ------------- | ------- | --------------------- |
|               | Rapport | Hulk 64' ·            |

| Philips Stadion, Eindhoven Tilskuere: 21.000 Dommer: Paolo Tagliavento (Italien) |

| 19. februar 2015 21:05 |

| Sevilla    | 1–0     | Borussia Mönchengladbach |
| ---------- | ------- | ------------------------ |
| Iborra 70' | Rapport |                          |

| Ramón Sánchez Pizjuán, Sevilla Tilskuere: 26.850 Dommer: Aleksandar Stavrev (Makedonien) |

| 19. februar 2015 21:05 |

| Ajax      | 1–0     | Legia Warszawa |
| --------- | ------- | -------------- |
| Milik 35' | Rapport |                |

| Amsterdam Arena, Amsterdam Tilskuere: 46.761 Dommer: Jonas Eriksson (Sverige) |

| 19. februar 2015 21:05 |

| Anderlecht | 0–0     | Dynamo Moskva |
| ---------- | ------- | ------------- |
|            | Rapport |               |

| Constant Vanden Stock Stadium, Anderlecht Tilskuere: 17.317 Dommer: Felix Zwayer (Tyskland) |

| 19. februar 2015 21:05 |

| Guingamp                 | 2–1     | Dynamo Kyiv  |
| ------------------------ | ------- | ------------ |
| Beauvue 72' · Diallo 75' | Rapport | Veloso 19' · |

| Stade du Roudourou, Guingamp Tilskuere: 16.191 Dommer: Slavko Vinčić (Slovenien) |

| 19. februar 2015 21:05 |

| Villarreal               | 2–1     | Red Bull Salzburg    |
| ------------------------ | ------- | -------------------- |
| Uche 32' · Cheryshev 54' | Rapport | Soriano 48' (str.) · |

| El Madrigal, Villarreal Tilskuere: 12.532 Dommer: Bobby Madden (Skotland) |

| 19. februar 2015 21:05 |

| Liverpool            | 1–0     | Beşiktaş |
| -------------------- | ------- | -------- |
| Balotelli 85' (str.) | Rapport |          |

| Anfield, Liverpool Tilskuere: 43.353 Dommer: Szymon Marciniak (Polen) |

| 19. februar 2015 21:05 |

| Tottenham Hotspur | 1–1     | Fiorentina    |
| ----------------- | ------- | ------------- |
| Soldado 6'        | Rapport | Basanta 36' · |

| White Hart Lane, London Tilskuere: 34.235 Dommer: Carlos Velasco Carballo (Spanien) |

| 19. februar 2015 21:05 |

| Celtic                                                | 3–3     | Internazionale                  |
| ----------------------------------------------------- | ------- | ------------------------------- |
| Armstrong 24' · Campagnaro 26' (sm.) · Guidetti 90+3' | Rapport | Shaqiri 4' · Palacio 13', 45' · |

| Celtic Park, Glasgow Tilskuere: 58.500 Dommer: István Vad (Ungarn) |

Noter
1. ^ Dnipro Dnipropetrovsk spillede deres hjemmebanekampe på Olympiske Stadion, Kyiv i stedet for på deres normale stadion, Dnipro-Arena, Dnipropetrovsk på grund af uroligheder i østlige Ukraine.

### Returkamp
| 26. februar 2015 18:00 |

| Dynamo Moskva                            | 3–1     | Anderlecht     |
| ---------------------------------------- | ------- | -------------- |
| Kozlov 47' · Yusupov 64' · Kurányi 90+5' | Rapport | Mitrović 29' · |

| Arena Khimki, Khimki Tilskuere: 12.316 Dommer: Svein Oddvar Moen (Norge) |

Dynamo Moskva vandt 3–1 samlet.
| 26. februar 2015 18:00 |

| Zenit Skt. Petersborg      | 3–0     | PSV Eindhoven |
| -------------------------- | ------- | ------------- |
| Rondón 28', 67' · Hulk 48' | Rapport |               |

| Petrovsky Stadium, Sankt Petersborg Tilskuere: 17.194 Dommer: Cüneyt Çakır (Tyrkiet) |

Zenit Skt. Petersborg vandt 4–0 samlet.
| 26. februar 2015 19:00 |

| Borussia Mönchengladbach | 2–3     | Sevilla                      |
| ------------------------ | ------- | ---------------------------- |
| Xhaka 19' · Hazard 29'   | Rapport | Bacca 8' · Vitolo 26', 79' · |

| Stadion im Borussia-Park, Mönchengladbach Tilskuere: 45.337 Dommer: Marijo Strahonja (Kroatien) |

Sevilla vandt 4–2 samlet.
| 26. februar 2015 19:00 |

| Legia Warszawa | 0–3     | Ajax                             |
| -------------- | ------- | -------------------------------- |
|                | Rapport | Milik 11', 43' · Viergever 13' · |

| Polish Army Stadium, Warszawa Tilskuere: 20[B] Dommer: David Fernández Borbalán (Spanien) |

Ajax vandt 4–0 samlet.
| 26. februar 2015 19:00 |

| Dynamo Kyiv                                        | 3–1     | Guingamp       |
| -------------------------------------------------- | ------- | -------------- |
| Teodorczyk 31' · Buyalskyi 46' · Husyev 75' (str.) | Rapport | Mandanne 66' · |

| Olympiske Stadion, Kyiv Tilskuere: 54.308 Dommer: Martin Strömbergsson (Sverige) |

Dynamo Kyiv vandt 4–3 samlet.
| 26. februar 2015 19:00 |

| Red Bull Salzburg | 1–3     | Villarreal                            |
| ----------------- | ------- | ------------------------------------- |
| Djuricin 18'      | Rapport | Vietto 33', 76' · G. dos Santos 79' · |

| Red Bull Arena, Wals-Siezenheim Tilskuere: 26.020 Dommer: Kenn Hansen (Danmark) |

Villareal vandt 5–2 samlet.
| 26. februar 2015 19:00 |

| Beşiktaş   | 1–0     | Liverpool |
| ---------- | ------- | --------- |
| Arslan 72' | Rapport |           |

| Atatürk Olympic Stadium, Istanbul Tilskuere: 63.324 Dommer: Damir Skomina (Slovenien) |

|                                  |     | Straffesparkskonkurrence         |  |
| Ba Töre Kavlak Hutchinson Arslan | 5–4 | Lambert Lallana Can Allen Lovren |  |

1–1 samlet. Beşiktaş vandt 5–4 i straffesparkskonkurrencen.
| 26. februar 2015 19:00 |

| Fiorentina            | 2–0     | Tottenham Hotspur |
| --------------------- | ------- | ----------------- |
| Gómez 54' · Salah 71' | Rapport |                   |

| Stadio Artemio Franchi, Florence Tilskuere: 29.886 Dommer: Hüseyin Göçek (Tyrkiet) |

Fiorentina vandt 3–1 samlet.
| 26. februar 2015 19:00 |

| Internazionale | 1–0     | Celtic |
| -------------- | ------- | ------ |
| Guarín 88'     | Rapport |        |

| San Siro, Milano Tilskuere: 37.133 Dommer: Ivan Kružliak (Slovakiet) |

Internazionale vandt 4–3 samlet.
| 26. februar 2015 21:05 |

| Everton                               | 3–1     | Young Boys   |
| ------------------------------------- | ------- | ------------ |
| Lukaku 25' (str.), 30' · Mirallas 42' | Rapport | Sanogo 13' · |

| Goodison Park, Liverpool Tilskuere: 25.058 Dommer: Stefan Johannesson (Sverige) |

Everton vandt 7–2 samlet.
| 26. februar 2015 21:05 |

| Athletic Bilbao            | 2–3     | Torino                                                |
| -------------------------- | ------- | ----------------------------------------------------- |
| Iraola 44' · De Marcos 61' | Rapport | Quagliarella 16' (str.) · López 45+2' · Darmian 68' · |

| San Mamés, Bilbao Tilskuere: 44.180 Dommer: Liran Liany (Israel) |

Torino vandt 5–4 samlet.
| 26. februar 2015 21:05 |

| Sporting CP | 0–0     | Wolfsburg |
| ----------- | ------- | --------- |
|             | Rapport |           |

| Estádio José Alvalade, Lissabon Tilskuere: 23.097 Dommer: Ruddy Buquet (Frankrig) |

Wolfsburg vandt 2–0 samlet.
| 26. februar 2015 21:05 |

| Club Brugge                                     | 3–0     | AaB |
| ----------------------------------------------- | ------- | --- |
| Vázquez 11' · Oularé 64' · Bolingoli-Mbombo 74' | Rapport |     |

| Jan Breydel Stadium, Bruges Tilskuere: 11.804 Dommer: Anastasios Sidiropoulos (Grækenland) |

Club Brugge vandt 6–1 samlet.
| 26. februar 2015 21:05 |

| Olympiakos                           | 2–2     | Dnipro Dnipropetrovsk           |
| ------------------------------------ | ------- | ------------------------------- |
| Mitroglou 14' · Domínguez 90' (str.) | Rapport | Fedetskyi 22' · Kalinić 90+2' · |

| Karaiskakis Stadium, Piraeus Tilskuere: 24.854 Dommer: Danny Makkelie (Holland) |

Dnipro Dnipropetrovsk vandt 4–2 samlet.
| 26. februar 2015 21:05 |

| Napoli        | 1–0     | Trabzonspor |
| ------------- | ------- | ----------- |
| De Guzmán 19' | Rapport |             |

| Stadio San Paolo, Naples Tilskuere: 14.410 Dommer: Ivan Bebek (Kroatien) |

Napoli vandt 5–0 samlet.
| 26. februar 2015 21:05 |

| Feyenoord | 1–2     | Roma                          |
| --------- | ------- | ----------------------------- |
| Manu 57'  | Rapport | Ljajić 45+2' · Gervinho 60' · |

| De Kuip, Rotterdam Tilskuere: 45.000 Dommer: Clément Turpin (Frankrig) |

Roma vandt 3–2 samlet.
Noter
1. ^ Kampen Legia Warszawa v Ajax blev spillet bag lukkede døre på grund af straf fra UEFA.[41]

## Ottendedelsfinaler
Lodtrækningen til ottendedelsfinalerne fandt sted den 27. februar 2015. Den første kamp blev spillet den 12. marts, og returkampen den 19. marts 2015.
| Hold 1                | Samlet  | Hold 2         | 1. kamp | 2. kamp      |
| --------------------- | ------- | -------------- | ------- | ------------ |
| Everton               | 4–6     | Dynamo Kyiv    | 2–1     | 2–5          |
| Dnipro Dnipropetrovsk | 2–2 (u) | Ajax           | 1–0     | 1–2 (e.f.s.) |
| Zenit Skt. Petersborg | 2–1     | Torino         | 2–0     | 0–1          |
| Wolfsburg             | 5–2     | Internazionale | 3–1     | 2–1          |
| Villarreal            | 2–5     | Sevilla        | 1–3     | 1–2          |
| Napoli                | 3–1     | Dynamo Moskva  | 3–1     | 0–0          |
| Club Brugge           | 5–2     | Beşiktaş       | 2–1     | 3–1          |
| Fiorentina            | 4–1     | Roma           | 1–1     | 3–0          |

### Første kamp
| 12. marts 2015 18:00 |

| Zenit Skt. Petersborg     | 2–0     | Torino |
| ------------------------- | ------- | ------ |
| Witsel 38' · Criscito 53' | Rapport |        |

| Petrovsky Stadium, Sankt Petersborg Tilskuere: 17.271 Dommer: Jorge Sousa (Portugal) |

| 12. marts 2015 19:00 |

| Dnipro Dnipropetrovsk | 1–0     | Ajax |
| --------------------- | ------- | ---- |
| Zozulya 30'           | Rapport |      |

| Olympiske Stadion, Kyiv[C] Tilskuere: 10.581 Dommer: Ivan Bebek (Kroatien) |

| 12. marts 2015 19:00 |

| Wolfsburg                      | 3–1     | Internazionale |
| ------------------------------ | ------- | -------------- |
| Naldo 28' · De Bruyne 63', 76' | Rapport | Palacio 6' ·   |

| Volkswagen Arena, Wolfsburg Tilskuere: 25.374 Dommer: Szymon Marciniak (Polen) |

| 12. marts 2015 19:00 |

| Club Brugge                         | 2–1     | Beşiktaş   |
| ----------------------------------- | ------- | ---------- |
| De Sutter 62' · Refaelov 79' (str.) | Rapport | Töre 46' · |

| Jan Breydel Stadium, Bruges Tilskuere: 12.977 Dommer: Craig Thomson (Skotland) |

| 12. marts 2015 21:05 |

| Everton                          | 2–1     | Dynamo Kyiv  |
| -------------------------------- | ------- | ------------ |
| Naismith 39' · Lukaku 82' (str.) | Rapport | Husyev 14' · |

| Goodison Park, Liverpool Tilskuere: 26.150 Dommer: Carlos Velasco Carballo (Spanien) |

| 12. marts 2015 21:05 |

| Villarreal | 1–3     | Sevilla                              |
| ---------- | ------- | ------------------------------------ |
| Vietto 48' | Rapport | Vitolo 1' · Mbia 26' · Gameiro 50' · |

| El Madrigal, Villarreal Tilskuere: 19.930 Dommer: Daniele Orsato (Italien) |

| 12. marts 2015 21:05 |

| Napoli                       | 3–1     | Dynamo Moskva |
| ---------------------------- | ------- | ------------- |
| Higuaín 25', 31' (str.), 55' | Rapport | Kurányi 2' ·  |

| Stadio San Paolo, Naples Tilskuere: 17.727 Dommer: Anastasios Sidiropoulos (Grækenland) |

| 12. marts 2015 21:05 |

| Fiorentina | 1–1     | Roma        |
| ---------- | ------- | ----------- |
| Iličić 17' | Rapport | Keita 77' · |

| Stadio Artemio Franchi, Florence Tilskuere: 23.357 Dommer: Antonio Mateu Lahoz (Spanien) |

Noter
1. ^ Dnipro Dnipropetrovsk spillede deres hjemmebanekampe på Olympiske Stadion, Kyiv i stedet for på deres normale stadion, Dnipro-Arena, Dnipropetrovsk på grund af uroligheder i østlige Ukraine.

### Returkamp
| 19. marts 2015 18:00 |

| Dynamo Moskva | 0–0     | Napoli |
| ------------- | ------- | ------ |
|               | Rapport |        |

| Arena Khimki, Khimki Tilskuere: 17.356 Dommer: Bas Nijhuis (Holland) |

Napoli vandt 3–1 samlet.
| 19. marts 2015 19:00 |

| Dynamo Kyiv                                                             | 5–2     | Everton                     |
| ----------------------------------------------------------------------- | ------- | --------------------------- |
| Yarmolenko 21' · Teodorczyk 35' · Veloso 37' · Husyev 56' · Antunes 76' | Rapport | Lukaku 29' · Jagielka 82' · |

| Olympiske Stadion, Kyiv Tilskuere: 67.553 Dommer: Deniz Aytekin (Tyskland) |

Dynamo Kyiv vandt 6–4 samlet.
| 19. marts 2015 19:00 |

| Roma | 0–3     | Fiorentina                                      |
| ---- | ------- | ----------------------------------------------- |
|      | Rapport | Gonzalo 10' (str.) · Alonso 18' · Basanta 22' · |

| Stadio Olimpico, Rom Tilskuere: 30.591 Dommer: Cüneyt Çakır (Tyrkiet) |

Fiorentina vandt 4–1 samlet.
| 19. marts 2015 21:05 |

| Ajax                            | 2–1 (e.f.s) | Dnipro Dnipropetrovsk |
| ------------------------------- | ----------- | --------------------- |
| Bazoer 60' · Van der Hoorn 117' | Rapport     | Konoplyanka 97' ·     |

| Amsterdam Arena, Amsterdam Tilskuere: 51.756 Dommer: Aleksei Kulbakov (Hviderusland) |

2–2 samlet. Dnipro Dnipropetrovsk vandt på reglen om udebanemål.
| 19. marts 2015 21:05 |

| Torino   | 1–0     | Zenit Skt. Petersborg |
| -------- | ------- | --------------------- |
| Glik 90' | Rapport |                       |

| Stadio Olimpico, Turin Tilskuere: 24.736 Dommer: Matej Jug (Slovenien) |

Zenit Skt. Petersborg vandt 2–1 samlet.
| 19. marts 2015 21:05 |

| Internazionale | 1–2     | Wolfsburg                      |
| -------------- | ------- | ------------------------------ |
| Palacio 71'    | Rapport | Caligiuri 24' · Bendtner 89' · |

| San Siro, Milano Tilskuere: 38.800 Dommer: Mark Clattenburg (England) |

Wolfsburg vandt 5–2 samlet.
| 19. marts 2015 21:05 |

| Sevilla                 | 2–1     | Villarreal          |
| ----------------------- | ------- | ------------------- |
| Iborra 69' · Suárez 83' | Rapport | G. dos Santos 73' · |

| Ramón Sánchez Pizjuán, Sevilla Tilskuere: 28.784 Dommer: Martin Atkinson (England) |

Sevilla vandt 5–2 samlet.
| 19. marts 2015 21:05 |

| Beşiktaş  | 1–3     | Club Brugge                                 |
| --------- | ------- | ------------------------------------------- |
| Ramon 48' | Rapport | De Sutter 61' · Bolingoli-Mbombo 80', 90' · |

| Atatürk Olympic Stadium, Istanbul Tilskuere: 65.110 Dommer: Sergei Karasev (Rusland) |

Club Brugge vandt 5–2 samlet.

## Kvartfinaler
Lodtrækningen til kvartfinalerne blev foretaget den 20. marts 2015. Den første kamp blev spillet den 16. april, og returkampen blev spillet den 23. april 2015.
| Hold 1      | Samlet | Hold 2                | 1. kamp | 2. kamp |
| ----------- | ------ | --------------------- | ------- | ------- |
| Sevilla     | 4–3    | Zenit Skt. Petersborg | 2–1     | 2–2     |
| Club Brugge | 0–1[F] | Dnipro Dnipropetrovsk | 0–0     | 0–1     |
| Dynamo Kyiv | 1–3    | Fiorentina            | 1–1     | 0–2     |
| Wolfsburg   | 3–6    | Napoli                | 1–4     | 2–2     |

Noter
1. ^ Rækkefølgen af kampe ændret efter lodtrækning.

### Første kamp
| 16. april 2015 21:05 |

| Sevilla                | 2–1     | Zenit Skt. Petersborg |
| ---------------------- | ------- | --------------------- |
| Bacca 73' · Suárez 88' | Rapport | Ryazantsev 29' ·      |

| Ramón Sánchez Pizjuán, Sevilla Tilskuere: 28.450 Dommer: Bas Nijhuis (Holland) |

| 16. april 2015 21:05 |

| Club Brugge | 0–0     | Dnipro Dnipropetrovsk |
| ----------- | ------- | --------------------- |
|             | Rapport |                       |

| Jan Breydel Stadium, Bruges Tilskuere: 29.000 Dommer: Damir Skomina (Slovenien) |

| 16. april 2015 21:05 |

| Dynamo Kyiv | 1–1     | Fiorentina      |
| ----------- | ------- | --------------- |
| Lens 36'    | Rapport | Babacar 90+2' · |

| Olympiske Stadion, Kyiv Tilskuere: 65.535 Dommer: Szymon Marciniak (Polen) |

| 16. april 2015 21:05 |

| Wolfsburg    | 1–4     | Napoli                                           |
| ------------ | ------- | ------------------------------------------------ |
| Bendtner 80' | Rapport | Higuaín 15' · Hamšík 23', 64' · Gabbiadini 77' · |

| Volkswagen Arena, Wolfsburg Tilskuere: 25.112 Dommer: Antonio Mateu Lahoz (Spanien) |

### Returkamp
| 23. april 2015 21:05 |

| Zenit Skt. Petersborg | 2–2     | Sevilla                         |
| --------------------- | ------- | ------------------------------- |
| Rondón 48' · Hulk 72' | Rapport | Bacca 6' (str.) · Gameiro 85' · |

| Petrovsky Stadium, Sankt Petersborg, Tilskuere: 18.121 Dommer: Nicola Rizzoli (Italien) |

Sevilla vandt 4–3 samlet.
| 23. april 2015 21:05 |

| Dnipro Dnipropetrovsk | 1–0     | Club Brugge |
| --------------------- | ------- | ----------- |
| Shakhov 82'           | Rapport |             |

| Olympiske Stadion, Kyiv[E] Tilskuere: 16.234 Dommer: Alberto Undiano Mallenco (Spanien) |

Dnipro Dnipropetrovsk vandt 1–0 samlet.
| 23. april 2015 21:05 |

| Fiorentina               | 2–0     | Dynamo Kyiv |
| ------------------------ | ------- | ----------- |
| Gómez 43' · Vargas 90+4' | Rapport |             |

| Stadio Artemio Franchi, Florence Tilskuere: 28.058 Dommer: Jonas Eriksson (Sverige) |

Fiorentina vandt 3–1 samlet.
| 23. april 2015 21:05 |

| Napoli                     | 2–2     | Wolfsburg                 |
| -------------------------- | ------- | ------------------------- |
| Callejón 50' · Mertens 65' | Rapport | Klose 71' · Perišić 73' · |

| Stadio San Paolo, Naples Tilskuere: 27.262 Dommer: Cüneyt Çakır (Tyrkiet) |

Napoli vandt 6–3 samlet.
Noter
1. ^ Dnipro Dnipropetrovsk spillede deres hjemmebanekampe på Olympiske Stadion, Kyiv i stedet for på deres normale stadion, Dnipro-Arena, Dnipropetrovsk på grund af uroligheder i østlige Ukraine.

## Semifinaler
Lodtrækningen til semifinalerne og finalen (for at finde “hjemmeholdet”), blev foretaget den 24. april 2015. Den første kamp blev spillet den 7. maj, og returkampen blev spillet den 14. maj 2015.
| Hold 1  | Samlet | Hold 2                | 1. kamp | 2. kamp |
| ------- | ------ | --------------------- | ------- | ------- |
| Napoli  | 1–2    | Dnipro Dnipropetrovsk | 1–1     | 0–1     |
| Sevilla | 5–0    | Fiorentina            | 3–0     | 2–0     |

### Første kamp
| 7. maj 2015 21:05 |

| Napoli    | 1–1     | Dnipro Dnipropetrovsk |
| --------- | ------- | --------------------- |
| López 50' | Rapport | Seleznyov 81' ·       |

| Stadio San Paolo, Naples Tilskuere: 41.095 Dommer: Svein Oddvar Moen (Norge) |

| 7. maj 2015 21:05 |

| Sevilla                      | 3–0     | Fiorentina |
| ---------------------------- | ------- | ---------- |
| Vidal 17', 52' · Gameiro 75' | Rapport |            |

| Ramón Sánchez Pizjuán, Sevilla Tilskuere: 35.840 Dommer: Felix Brych (Tyskland) |

### Returkamp
| 14. maj 2015 21:05 |

| Dnipro Dnipropetrovsk | 1–0     | Napoli |
| --------------------- | ------- | ------ |
| Seleznyov 58'         | Rapport |        |

| Olympiske Stadion, Kyiv[F] Tilskuere: 62.344 Dommer: Milorad Mažić (Serbien) |

Dnipro Dnipropetrovsk vandt 2–1 samlet.
| 14. maj 2015 21:05 |

| Fiorentina | 0–2     | Sevilla                   |
| ---------- | ------- | ------------------------- |
|            | Rapport | Bacca 22' · Carriço 27' · |

| Stadio Artemio Franchi, Florence Tilskuere: 32.466 Dommer: Damir Skomina (Slovenien) |

Sevilla vandt 5–0 samlet.
Noter
1. ^ Dnipro Dnipropetrovsk spillede deres hjemmebanekampe på Olympiske Stadion, Kyiv i stedet for på deres normale stadion, Dnipro-Arena, Dnipropetrovsk på grund af uroligheder i østlige Ukraine.

## Finale
| 27. maj 2015 20:45 CEST |

| Dnipro Dnipropetrovsk  | 2–3     | Sevilla                           |
| ---------------------- | ------- | --------------------------------- |
| Kalinić 7' · Rotan 44' | Rapport | Krychowiak 28' · Bacca 31', 73' · |

| Stadion Narodowy, Warszawa Tilskuere: 45.000 Dommer: Martin Atkinson (England) |